# Мінісеріал
Мінісеріа́л (англ. miniseries, mini-series) — телевізійні або мережеві проєкти у вигляді однієї закінченої історії, які від початку планувалися з певною кількістю епізодів і тривалістю не більше ніж один сезон. Термін мінісеріал поширився з американського телебачення; в СРСР подібний вид телепроєктів мав назву «багатосерійний телефільм».
Згідно з визначеннями відомої теленагороди «Еммі», що вступили в силу у 2015 році, мінісеріал прирівнюється до обмеженої серії (англ. limited series) й окреслений як відеопродукція, що складається з двох чи більше епізодів із загальним хронометражем, як мінімум, 150 хвилин, що описує повноцінну, неповторювану історію, і не має продовжувального сюжету та / або персонажів у подальших сезонах.

## Історія
Історія мінісеріалів у Північній Америці почалася на початку 1970-х років з виходу екранізацій книг «Національна мрія» з восьми частин, а також «Королівська лава VII» з шести частин. У той же період у рамках премії «Еммі» була створена категорія за «Найкращий мінісеріал», у перші роки називалася «Найкращий серіал обмеженої перспективи». З 1981 і «Золотий глобус» зробив категорію за «Найкращий мінісеріал або телефільм».
Пік створення мінісеріалів припав на кінець 70-х — початок 90-х, після рейтингового та критичного успіху мінісеріалу з 12 епізодів «Багач, бідняк». Його показували на ABC на початку 1976 протягом семи тижнів, починаючи з 1 лютого і він ввів моду на аналогічні подальші великі проєкти. Наступного року на екрани вийшов найуспішніший мінісеріал — «Корені» (1977), який, за оцінками, дивилося понад 130 млн глядачів, з часткою аудиторії понад 50 відсотків населення країни, що досі робить проєкт третьою найбільш рейтинговою програмою в історії, після «Польовий шпиталь (M*A*S*H)» (1972-1983) і «Даллас» (1978-1991).
У цілому мінісеріали передусім знімалися як екранізації відомих творів та історичних моментів.
Хоча в цілому в 1990-х і 2000-х формат мінісеріалу практично був мертвий, його відродження почалося у сезоні 2012–2013 років, з величезним рейтинговим успіхом проєктів «Гетфілд і Маккой» (2012) та «Біблія» (2013). У телесезоні 2013–2014 рр. одразу кілька каналів вирішили повернутися до формату серіалу обмеженої перспективи трансляції на хвилі падіння рейтингів класичних повносезонних драм.